# Dubravice (ort i Bosnien och Hercegovina)
Dubravice är en ort i Bosnien och Hercegovina.   Den ligger i entiteten Republika Srpska, i den östra delen av landet, 90 km nordost om huvudstaden Sarajevo. Dubravice ligger 452 meter över havet och antalet invånare är 286.
Terrängen runt Dubravice är kuperad, och sluttar söderut. Närmaste större samhälle är Bratunac, 9,5 km söder om Dubravice.
I omgivningarna runt Dubravice växer i huvudsak lövfällande lövskog. Runt Dubravice är det ganska tätbefolkat, med 90 invånare per kvadratkilometer.